# Пачево
Па́чево — деревня в Кирилловском районе Вологодской области.
Входит в состав Липовского сельского поселения, с точки зрения административно-территориального деления — в Липовский сельсовет.
Расстояние до районного центра Кириллова по автодороге — 18 км, до центра муниципального образования Вогнемы по прямой — 3 км, как и до Волго-Балта. Ближайшие населённые пункты — Степановская, Большое Дивково, Кузнецово.
По переписи 2002 года население — 10 человек, все русские, местные уроженцы. Постоянных жилых домов: 5, ещё 2 используются в качестве дачных.
В окрестностях вырыты 2 средних пруда (для нужд колхоза). Восточнее деревни возвышается заброшенная силосная башня чёрного цвета. Сразу за северной околицей, чуть в стороне от дороги, находятся остатки дзота времён войны.
Через деревню проходит единственная (грунтовая большей частью) дорога Кириллов-Белозерск.
Все дома, кроме одного, принадлежат местным жителям (или родившимся здесь).
Деревня присутствует в писцовой книге ездовых дворцовых волостей Белозерского уезда 1585 года. По описи в деревне было 4 двора, а пахоты было мало и та плохая.